# Cetrelia davidiana
Cetrelia davidiana är en lavart som beskrevs av W. L. Culb. & C. F. Culb. Cetrelia davidiana ingår i släktet Cetrelia och familjen Parmeliaceae.   Inga underarter finns listade i Catalogue of Life.